# Central del Fai
La Central del Fai és una antiga central de producció d'energia elèctrica situada a Riells del Fai, en el terme municipal de Bigues i Riells, al Vallès Oriental. Està situada a la Vall de Sant Miquel, a la dreta del Tenes, al peu del Cingle del Fitó. És una obra inclosa en l'Inventari del Patrimoni Arquitectònic de Catalunya.

## Descripció

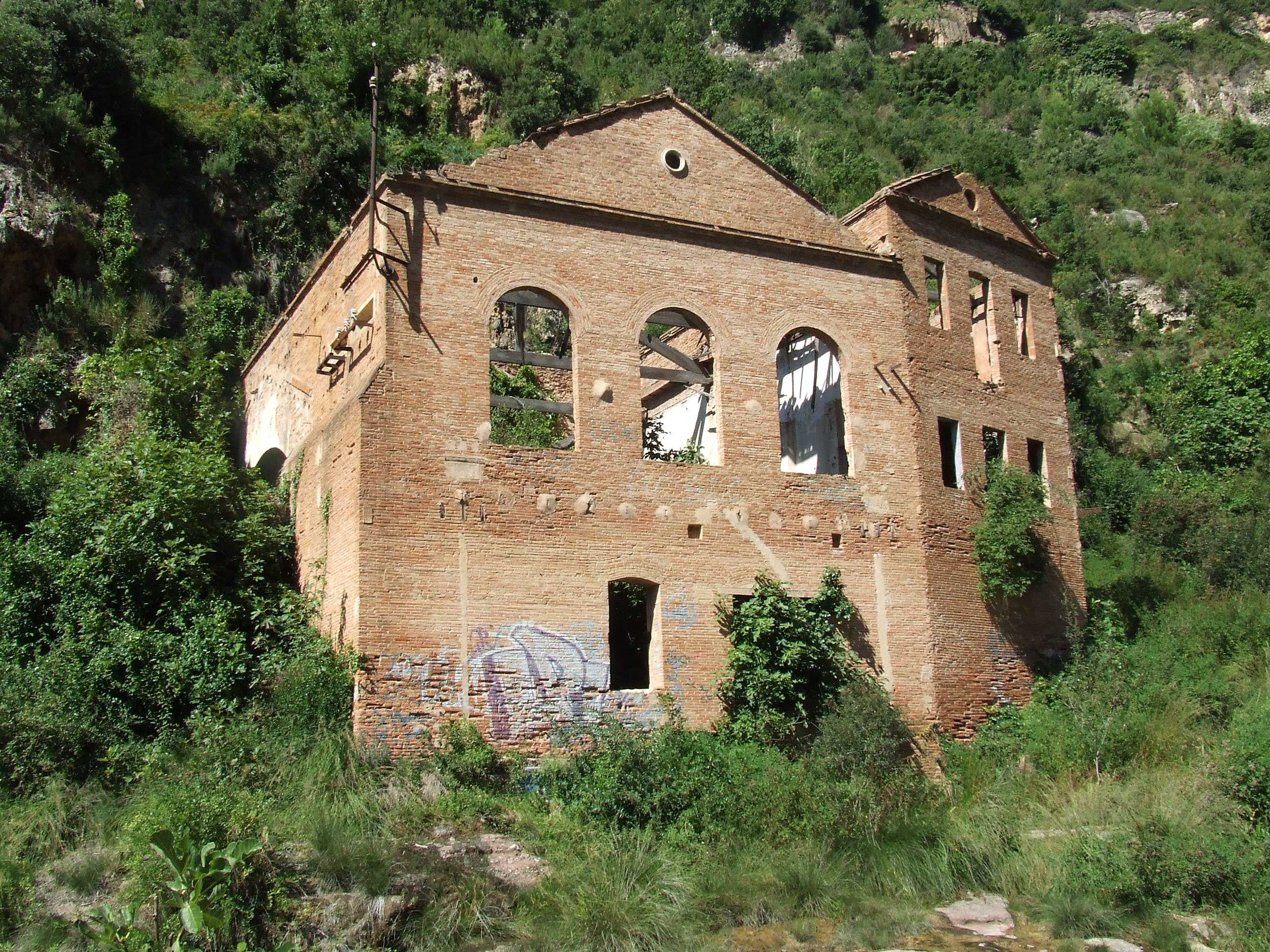
La Central del Fai, des de llevant

Edifici de planta rectangular, de quatre plantes d'alçada, de parets de càrrega de maó massís vist. Els forjats eren de bigueta metàl·lica i revoltó ceràmic, i les cobertes, a dues aigües i de teula àrab, descansaven sobre encavallades de fusta. Hi ha un annex a aquest cos principal, de la mateixa alçada, però de menors dimensions. Ambdós cossos a la part superior presenten una motllura que forma una mena de frontó amb un òcul al centre. El cos principal presenta finestres verticals d'arc de mig punt al primer pis. A la planta baixa hi ha una obertura d'arc rebaixat i una altra quadrangular. En l'edifici annex les obertures són totes quadrangulars. És una mostra dels edificis industrials de principis de segle, molt auster i sense decoracions. El funcionament es basa en l'aprofitament de l'energia hidràulica. És per tant, molt similar a un molí. Un salt d'aigua produeix energia que fa rodar una turbina. Una gran canonada sostinguda per pilars col·locats al llarg de la falda de la muntanya porta l'aigua del riu Tenes cap a la central.

## Història
Pertanyia a l'ajuntament de Sant Feliu de Codines, i produïa l'energia elèctrica necessària per a aquell poble. Ara bé, ni Riells del Fai ni Bigues, en terme dels quals es trobava la central, no se'n beneficiaven. La central va entrar en funcionament el 1910 fins que a la dècada del 1960 es produí un accident mortal que en va precipitar el tancament. Des d'aquell moment ha romàs abandonada. Les parets mestres del bastiment continuen dempeus, però interiorment és tot pura ruïna.
Aquesta central va estar en funcionament fins a l'any 1964.